# Audiobeschrijver
Een audiobeschrijver is een beroepsbeoefenaar die audiovisueel materiaal van audiodescriptie voorziet. Zo wordt kunst en cultuur toegankelijk gemaakt voor mensen die blind of slechtziend zijn. 
Het audiobeschrijven van films, tv-programma's en ander videomateriaal gebeurt doorgaans in twee stappen: het schrijven en timen van de tekst en vervolgens het inlezen van die tekst in de studio en de verdere montage. De audiobeschrijver verzorgt die eerste stap. Dat begint bij het vooraf bekijken van een programma om te bepalen waar er stukjes zijn waar er beschrijvingen toegevoegd kunnen worden en welke informatie nuttig is. Dat zijn altijd stukjes waarin niet gepraat wordt. De audiobeschrijver houdt hierbij ook rekening met achtergrondgeluiden. Als je een deur hoort dichtslaan, dan hoeft de beschrijver dat niet per se te vermelden. Ook zorgt de beschrijver ervoor dat de tekst niet te lang is zodat de tekst past tussen de dialogen.
Als de audiobeschrijver de volledige audiodescriptie heeft uitgeschreven, gaat de tekst naar een studio. Daar leest een voice-over de beschrijvingen in bij de beelden. Belangrijk hierbij is dat de voice-over niet door de dialogen en belangrijke achtergrondgeluiden gaat.